# Corus strandiellus
Corus strandiellus là một loài bọ cánh cứng trong họ Cerambycidae.